# Кража

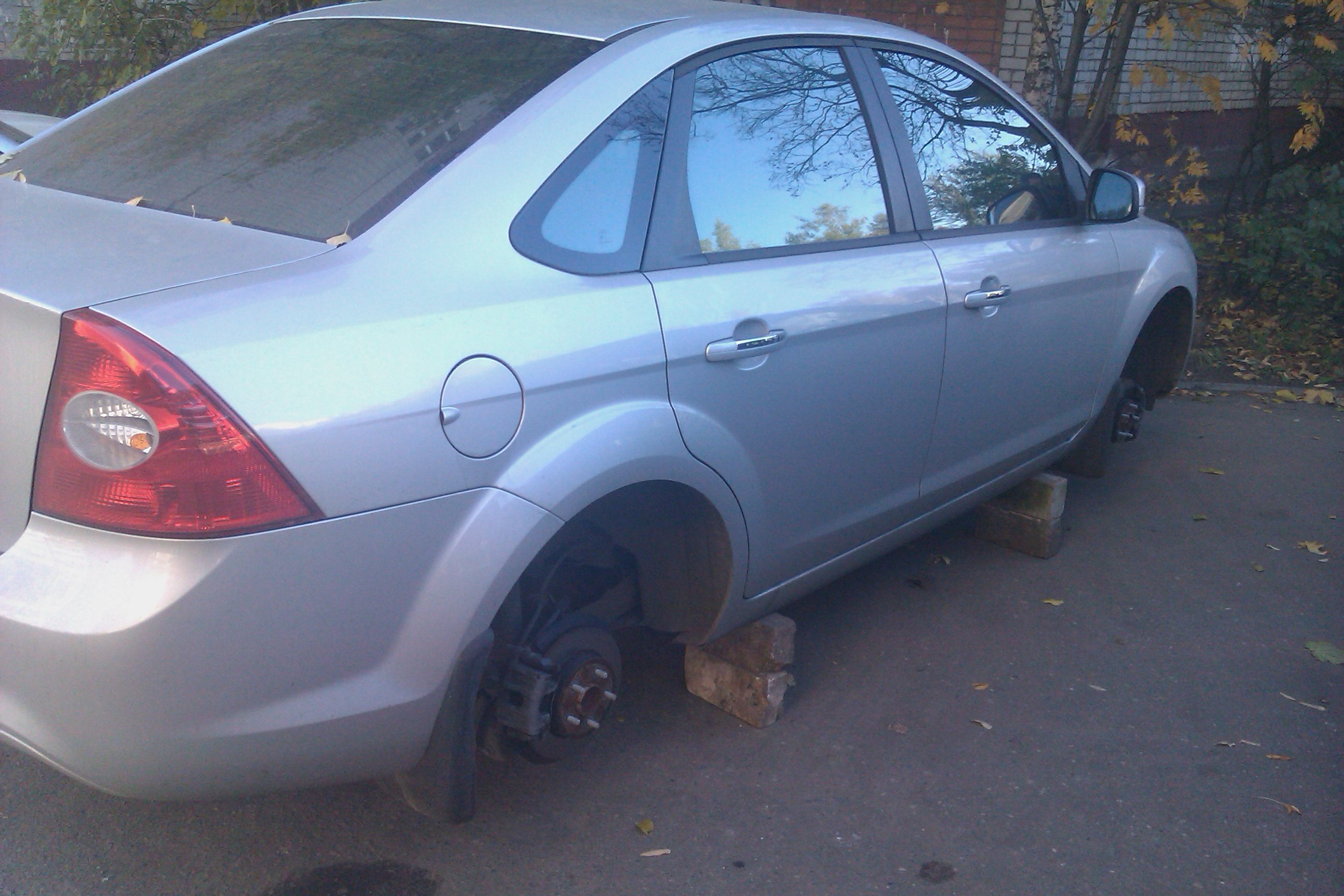
Последствия кражи — ночью с автомобиля сняли колёса

Кра́жа — тайное хищение чужого имущества — признается преступлением практически во всех юрисдикциях.
Охватывает посягательство на любую форму собственности. Юридически отлично от таких схожих видов хищений, как: грабёж, разбой, мошенничество, растрата.

Хищение считается тайным в случаях, когда:
- о совершении хищения не было известно собственнику имущества или третьим лицам; даже если собственник не знал о том, что его имущества похищено (например, товарные излишки, ещё не выявленные инвентаризацией);
- хищение совершалось в присутствии лишь тех лиц, от которых преступник не ожидал противодействия (его родственники или знакомые);
- присутствовавшие при совершении хищения лица не осознавали противоправности совершаемых действий (например, хищение картины из музея в присутствии посетителей под видом её снятия для реставрации).

В соответствии с принципом субъективного вменения, хищение квалифицируется как кража в тех случаях, когда лицо, его совершающее, полагало, что действует тайно, даже если объективно его действия не были тайными.
Объект — отношения к конкретной форме собственности, определённой принадлежности похищаемого имущества (предмет кражи)
Объективная сторона — характеризуется тайным хищением (тайное ненасильственное изъятие чужого имущества)
Субъективная сторона — вина в виде прямого умысла, при этом он имеет: корыстный мотив; преследует цель незаконного извлечения имущества.
Кража считается оконченным преступлением с того момента, когда виновный изъял чужое имущество и получил реальную возможность распорядиться им по своему усмотрению, независимо от того, удалось ему реализовать эту возможность или нет.

## Воровство
Воровство в обывательском понятии является синонимом кражи. Изначально в русском языке «воровство» означало противление государственным интересам, преступления против власти. Например: «Пугачёв — вор и самозванец», «Тушинский вор».
Человек, занимающийся кражами, назывался тать, а промысел — татьба.
Патологическая тяга к воровству не ради вознаграждения, а по психическим мотивам, является признанным психическим заболеванием — клептоманией.
Воровство и грабёж осуждаются в Библии. В книгах Ветхого Завета говорится, что Бог отнимет душу у грабителей, воровство привлекает проклятие на вора. Наказание за воровство, по закону Моисееву, означено в книге Исход и у пророка Иезекииля. Согласно Первому посланию к Коринфянам, воры Царства Божия не наследуют.

## Квалифицированные виды краж (в России)
По части 2 ст. 158 УК РФ квалифицируется кража, совершённая:
- группа лиц по предварительному сговору — 2 или более лица (соисполнители) предварительно договариваются до начала преступления о его совершении;
- с незаконным проникновением в помещение или иное хранилище — тайное или открытое вторжение в жилище потерпевшего, либо другое помещение, хранилище с целью кражи чужого имущества. Притом цель кражи должна предшествовать вторжению;
- с причинением значительного ущерба гражданину — проникновение может совершаться с разрушением запорных устройств, с преодолением сопротивления людей. Ущерб определяется с учётом имущественного положения потерпевшего, но в любом случае не должен составлять менее 2500 руб.;
- из одежды, сумки, или другой ручной клади, находящейся при потерпевшем.

По части 3 ст. 158 УК РФ — совершённая:
- с незаконным проникновением в жилище;
- из нефтепровода, нефтепродуктопровода, газопровода;
- в крупном размере;
- с банковского счета, а равно совершенная в отношение электронных денежных средств.

По части 4 ст. 158 УК РФ — совершённая:
- организованной группой;
- в особо крупном размере.